# Vevčice
Vevčice (německy Wewtschitz) jsou obec v okrese Znojmo v Jihomoravském kraji. Žije zde 69 obyvatel.
Obcí protéká řeka Jevišovka, jejíž tok je mírně regulovaný splavem. Společně s mostem tvoří výrazný prvek obce. Na návsi nedaleko mostu se nachází kaple, autobusová zastávka a kulturní dům. Kulturní dům byl vystavěn koncem 70. let 20. století.
Vevčice jsou i součástí mikroregionu Dobrovolný svazek obcí Jevišovicka. 
Vevčicemi také prochází cyklistická trasa, která dále vede kolem okolních mlýnů.
V okolí obce se vyskytuje chráněný koniklec velkokvětý.

## Název
Základem jména vesnice bylo patrně osobní jméno Vybek, domácká podoba některého jména začínajícího na Vyb- (Vyboj, Vybor, snad Vybyslav, Vybyčest apod.). Výchozí tvar Vybčici byl pak pojmenováním obyvatel vsi a znamenal „Vybkovi lidé“. Tvar Vevčice je výsledek nářečních hláskových změn.

## Historie
První písemná zmínka o vesnici pochází z roku 1190.

## Obyvatelstvo

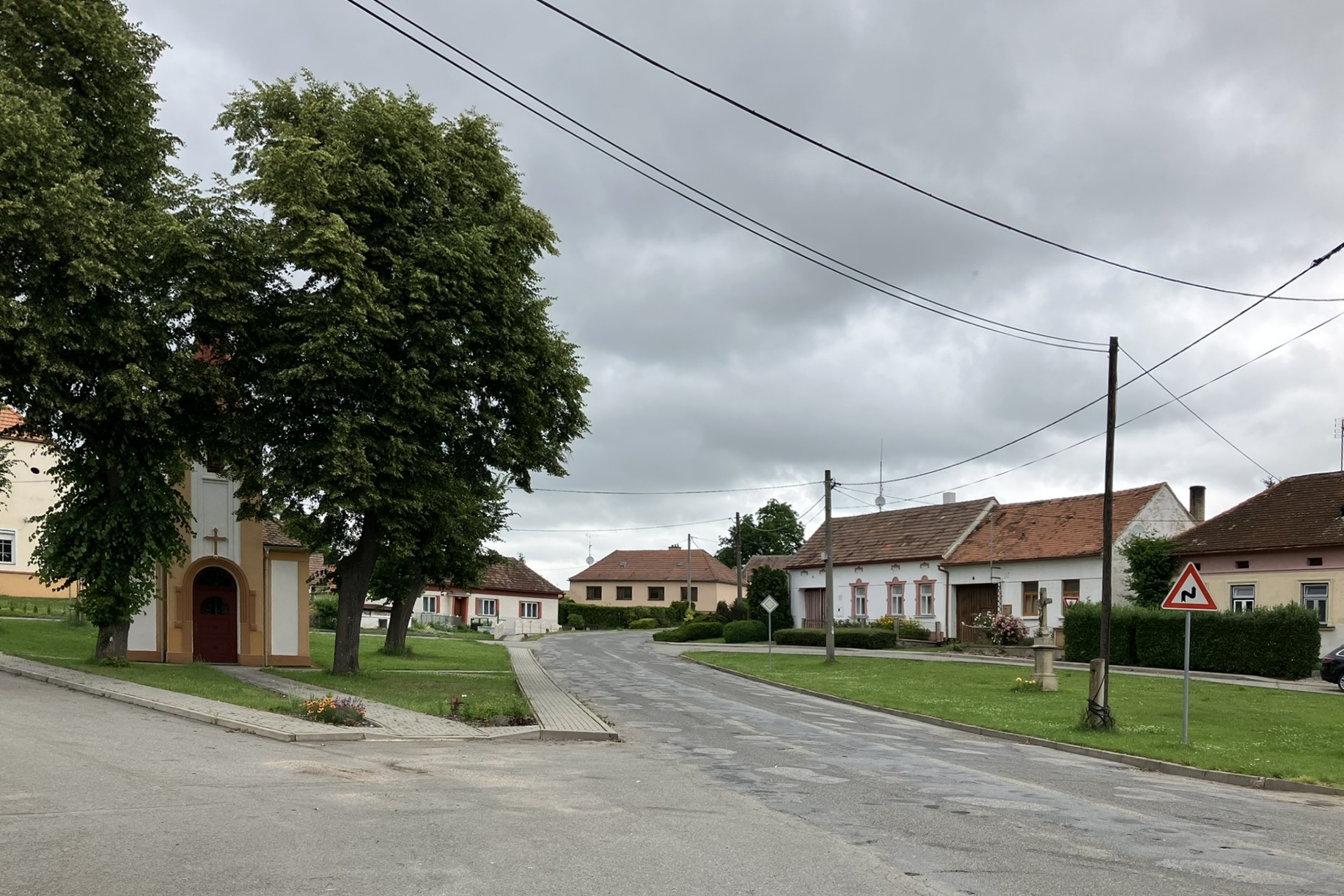
Náves obce (2022)

| Rok            | 1869 | 1880 | 1890 | 1900 | 1910 | 1921 | 1930 | 1950 | 1961 | 1970 | 1980 | 1991 | 2001 | 2011 | 2021 |
| -------------- | ---- | ---- | ---- | ---- | ---- | ---- | ---- | ---- | ---- | ---- | ---- | ---- | ---- | ---- | ---- |
| Počet obyvatel | 200  | 220  | 242  | 230  | 237  | 236  | 239  | 164  | 166  | 141  | 135  | 104  | 79   | 74   | 67   |
| Počet domů     | 37   | 40   | 42   | 44   | 47   | 48   | 52   | 58   | 50   | 42   | 36   | 43   | 42   | 45   | 45   |

## Spolky v obci
Sbor dobrovolných hasičů se věnuje zejména sportovní činnosti. Jeho novodobá historie se píše od roku 2007.

## Pamětihodnosti
- Kaple Nanebevzetí Panny Marie
- Bývala budova školy, dnes obecní úřad

## Galerie

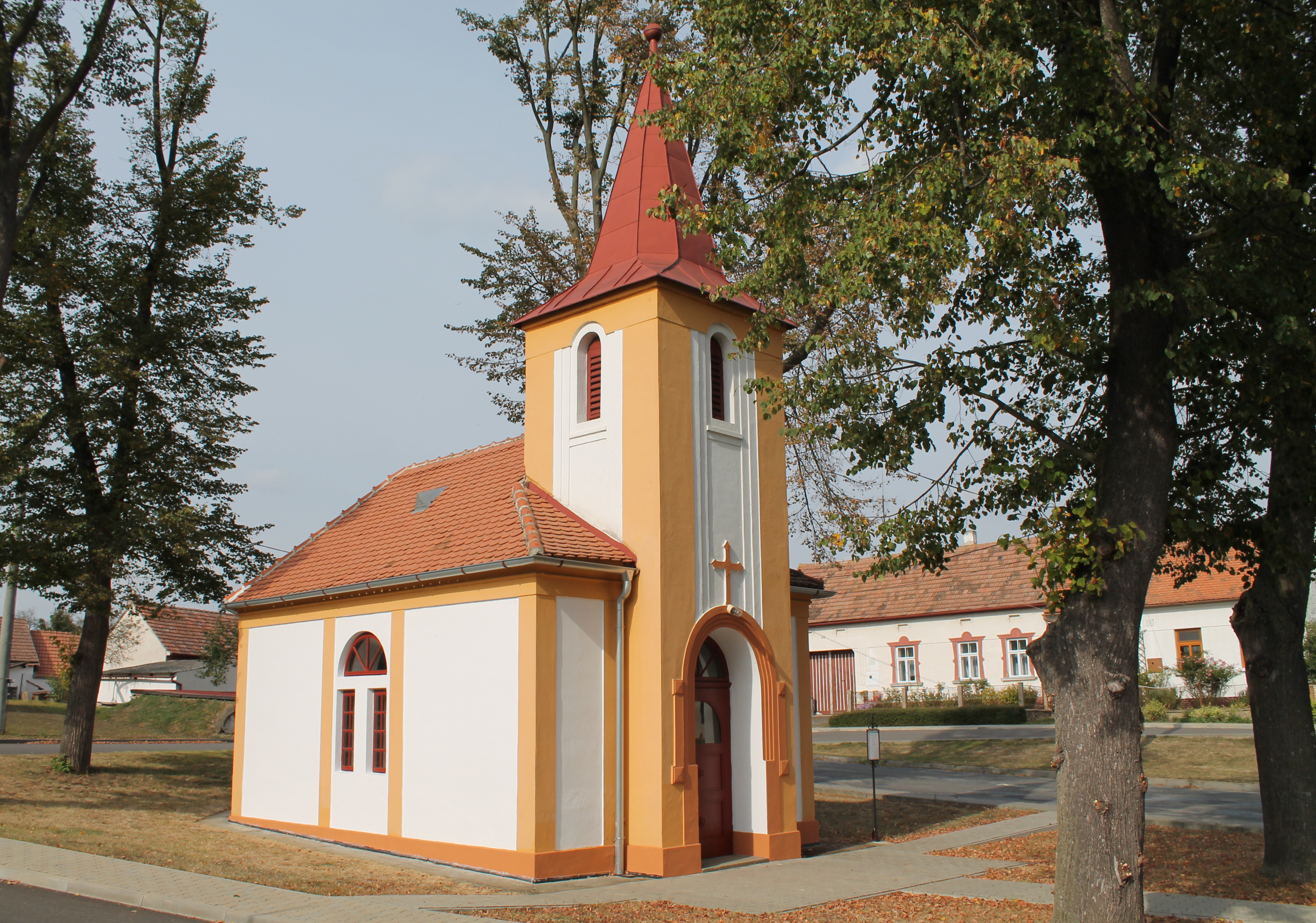
Kaple Nanebevzetí Panny Marie
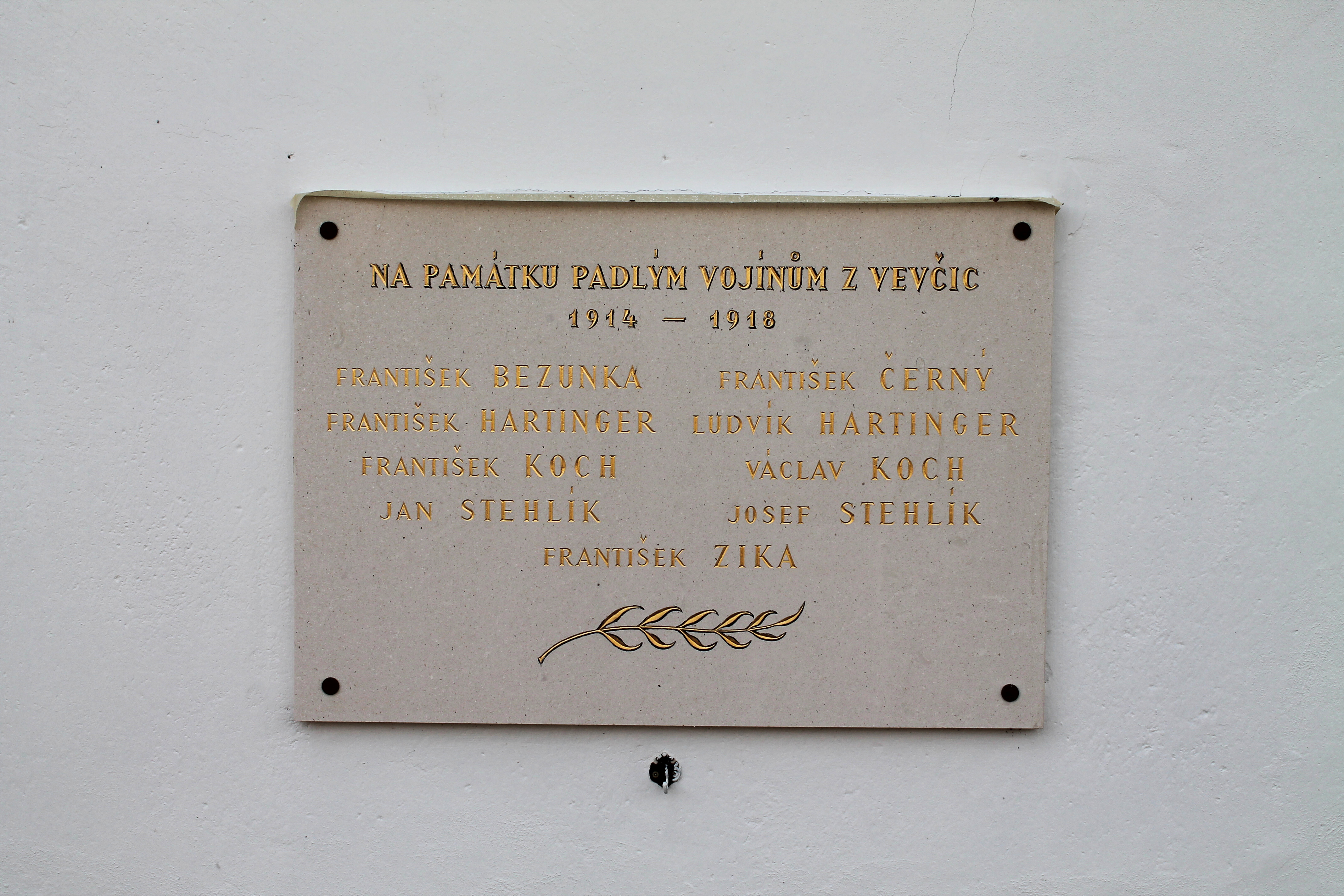
Pamětní deska padlým vojínům na kapli
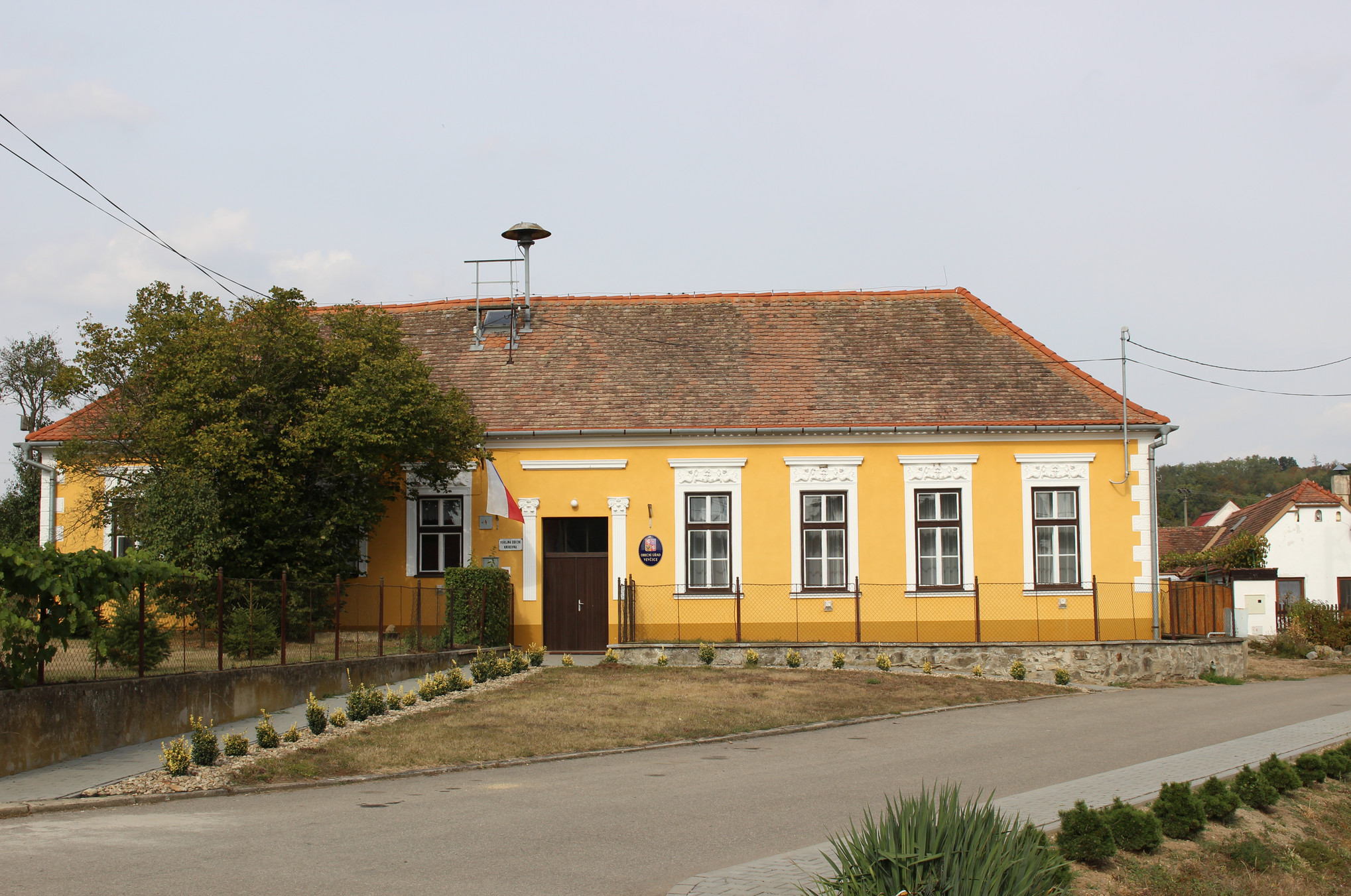
Obecní úřad a knihovna v budově bývalé základní školy
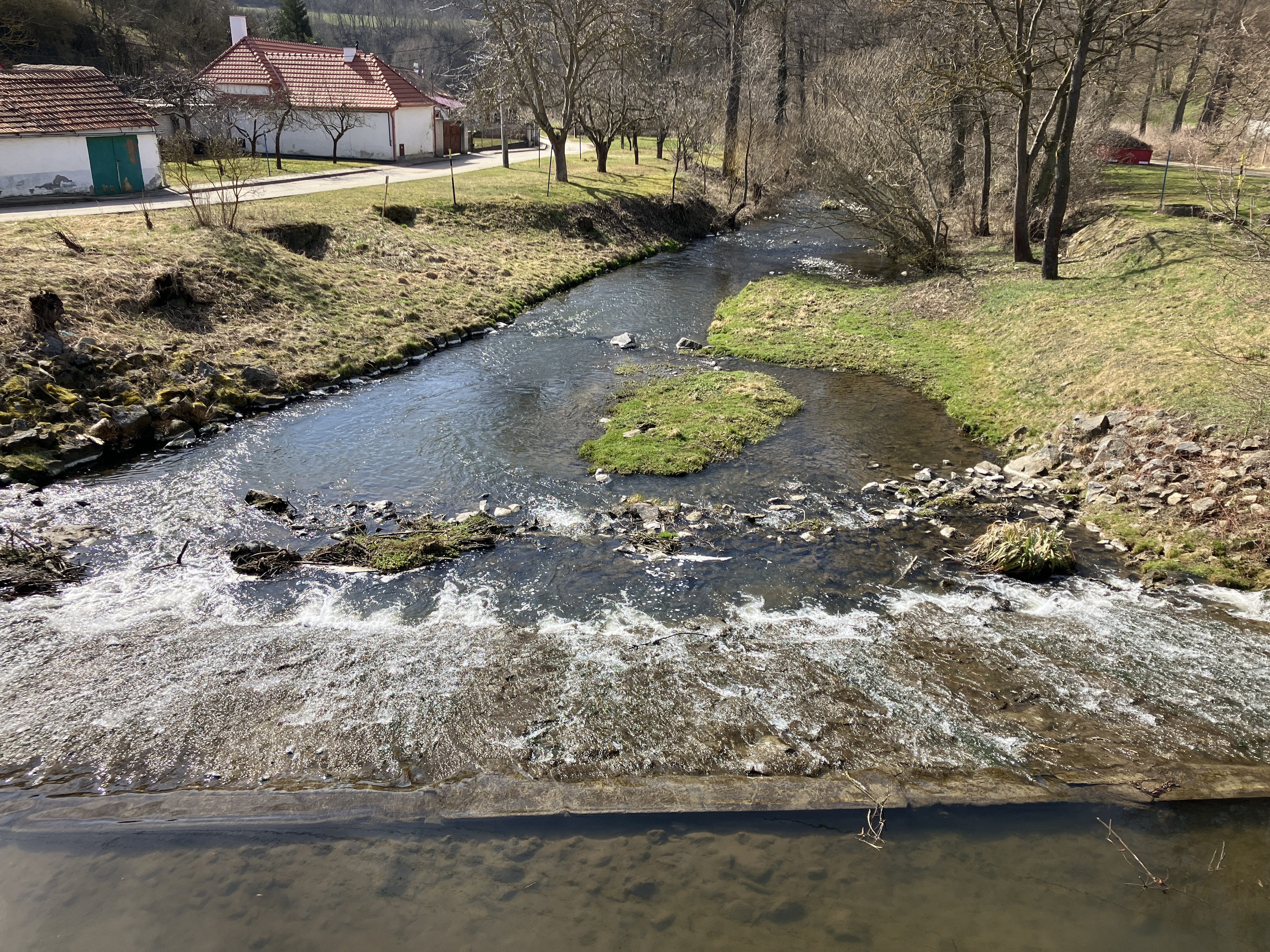
Pohled na řeku Jevišovku z mostu